# Marian Figler
Marian Figler, ps. „Balbin” (ur. 2 lutego 1882 w Sierpcu, zm. ) – inspektor Straży Granicznej, major piechoty Wojska Polskiego, działacz niepodległościowy, kawaler Orderu Virtuti Militari.

## Życiorys
Urodził się 2 lutego 1882 w Sierpcu, ówczesnym mieście powiatowym guberni płockiej, w rodzinie Antoniego i Anny z Rupińskich. W 1895 rozpoczął naukę w gimnazjum w Płocku. W czwartej klasie został wydalony z gimnazjum za przynależność do kółka młodzieży polskiej. W grudniu 1898 wyjechał do Stanów Zjednoczonych. W latach 1899–1902 uczęszczał do szkoły handlowej w Chicago. Po ukończeniu szkoły pracował w handlu. W 1905 został członkiem miejscowego Związku Strzeleckiego. 4 lutego 1915 wyjechał do Europy.
8 kwietnia 1915 zgłosił się do I Brygady Legionów Polskich i został przydzielony do 1. kompanii I batalionu 1 pułku piechoty. W 1916 został przeniesiony do 3. kompanii, w której pełnił funkcję komendanta sekcji, a następnie podoficera za frontem. 31 marca 1917 został przedstawiony do odznaczenia austriackim Krzyżem Wojskowym Karola. 18 lipca 1917, w następstwie kryzysu przysięgowego, został internowany w Szczypiornie, a później przeniesiony do obozu w Łomży. 15 lutego 1918, po zwolnieniu z internowania, wstąpił do Polskiej Siły Zbrojnej i został przydzielony do 1 pułku piechoty, późniejszego 7 pułku piechoty Legionów.
15 lipca 1919 jako podoficer byłych Legionów Polskich pełniący służbę w 7 pp Leg. został mianowany z dniem 1 czerwca 1919 podporucznikiem w piechocie. 6 listopada tego roku został przeniesiony do batalionu zapasowego 42 pułku piechoty. 19 stycznia 1921 został zatwierdzony z dniem 1 kwietnia 1920 w stopniu kapitana, w piechocie, w grupie oficerów byłych Legionów Polskich. 27 stycznia tego roku został przeniesiony do 13 pułku piechoty, który od marca 1921 stacjonował w Pułtusku. W pułku pełnił służbę na kolejnych stanowiskach: referenta mob. (1921), oficera placu (1922), oficera broni (1923) i oficera ewidencji personalnej (od 1924). 3 maja 1922 został zweryfikowany w stopniu kapitana ze starszeństwem od 1 czerwca 1919 i 997. lokatą w korpusie oficerów piechoty. 12 kwietnia 1927 prezydent RP nadał mu stopień majora z dniem 1 stycznia 1927 i 90. lokatą w korpusie oficerów piechoty. W maju tego roku został przydzielony z macierzystego pułku na stanowisko oficera placu Gdynia. 23 grudnia 1927 został przeniesiony do kadry oficerów piechoty z pozostawieniem na dotychczas zajmowanym stanowisku. Z dniem 31 marca 1928 został przeniesiony w stan spoczynku.
16 października 1928 został przyjęty do służby w Straży Granicznej i wyznaczony na stanowisko kierownika Inspektoratu Granicznego nr 6 w Kościerzynie. Od 24 kwietnia do 4 lipca 1931 pełnił obowiązki kierownika Mazowieckiego Inspektoratu Okręgowego SG w Ciechanowie, po czym wrócił do Kościerzyny na poprzednio zajmowane stanowisko. W 1934, jako oficer stanu spoczynku Wojska Polskiego pozostawał w ewidencji Powiatowej Komendy Uzupełnień Kościerzyna. Posiadał przydział do Oficerskiej Kadry Okręgowej Nr VIII. Był wówczas w grupie oficerów „pełniących służbę w Straży Granicznej”. 1 lutego 1936 powierzono mu pełnienienie obowiązków kierownika Wielkopolskiego Inspektoratu Okręgowego SG w Poznaniu. 1 lipca 1937 został zatwierdzony na tym stanowisku. 8 września 1938 kierowana przez niego jednostka została przemianowana na Wielkopolski Okręg Straży Granicznej, a zajmowane przez niego stanowisko otrzymało nazwę „komendant okręgu SG”. Obowiązki komendanta Wielkopolskiego Okręgu SG wypełniał do 19 września 1939, kiedy to przekroczył granicę z Rumunią i został internowany na jej terytorium. Wydany przez Rumunów Niemcom, trafił 14 marca 1941 do Oflagu VI E Dorsten, a 17 września 1942 został przeniesiony do Oflagu VI B Dössel. 10 września 1946 wrócił do Polski.
Był żonaty ze Stanisławą z Dziewulskich (1886–1979).

## Ordery i odznaczenia
- Krzyż Srebrny Orderu Wojskowego Virtuti Militari nr 7110 – 17 maja 1922[19]
- Krzyż Niepodległości – 9 listopada 1931 „za pracę w dziele odzyskania niepodległości”[20]
- Krzyż Oficerski Orderu Odrodzenia Polski – 27 listopada 1929 „za zasługi na polu pracy niepodległościowej”[21]
- Krzyż Walecznych dwukrotnie[2]
- Złoty Krzyż Zasługi – 11 listopada 1937 „za zasługi w służbie granicznej”[22]
- Medal Pamiątkowy za Wojnę 1918–1921 – 26 lipca 1929[23][2]
- Medal Dziesięciolecia Odzyskanej Niepodległości[2]
- Srebrny Medal za Długoletnią Służbę – 1939[15]
- Brązowy Medal za Długoletnią Służbę – 1938[15]
- Odznaka za Rany i Kontuzje z jedną gwiazdką[2]
- Odznaka „Za wierną służbę”[1]